# Wiesław Koluch
Wiesław Koluch (ur. 9 maja 1967 w Pękaninie) – twórca stylu walki Koluchstyl, fundator Medalu „Serce Ziemi”, sportowiec, biznesmen.

## Życiorys
Syn Eugenii i Stefana Kolucha. Ojciec był kapralem w wojsku i w 1947 roku otrzymał Medal „Zasłużonym na Polu Chwały”.
Wiesław przygodę ze sportem rozpoczął w wieku szkolnym. Jako młody chłopiec trafił do KS Gwardia Koszalin, gdzie trenował judo pod okiem brązowego medalisty olimpijskiego Mariana Tałaja.

### Osiągnięcia w sporcie
W latach 1983–1984 zajmował 2 i 3 miejsca w Ogólnopolskim Turnieju Klasyfikacyjnym Juniorów Młodszych w judo, a następnie w 1984 oraz 1986 roku zajął 3. miejsce w Ogólnopolskiej Spartakiadzie Młodzieży.
W 1986 roku zdobył brązowy medal na mistrzostwach polski juniorów w judo w Opolu w kategorii plus 95 kg. W 2004 roku został wiceprezesem Polskiego Związku Sumo i popularyzował sumo w Polsce.
Przez lata doskonalił umiejętności także w ju-jitsu.

### Koluchstyl
Pomiędzy 2005 i 2008 rokiem utworzył Koluchstyl, czyli sztukę walki i dyscyplinę sportową nazwaną od własnego nazwiska. Dyscyplina jest uprawiana w różnych krajach, zwłaszcza w Europie Wschodniej, Południowej Afryce oraz w Azji (głównie w Indonezji).

## Działalność społeczna
Prezes pierwszego klubu sumo w Polsce KS Sumo Koluch, prezes Światowej Organizacji Koluchstyl. Odznaczony m.in. Złotym Krzyżem Zasługi. Od ponad 20 lat udziela się charytatywnie za co otrzymał nagrodę Osobowość Roku 2018 w plebiscycie „Gazety Współczesnej” i „Kuriera Porannego”.

## Życie prywatne
Ma żonę Katarzynę i dwóch synów Wiesława i Stefana.

## Twórczość
Autor 6 książek:
- „Sumo po polsku” (1999) ISBN 83-86737-89-1.
- „Z pamiętnika polskiego najemnika” (2000) ISBN 83-86737-04-2.
- „Kadzidełka i ich sekrety” (2002) ISBN 978-83-88351-87-7.
- „Potrzeby psychiczne członków grup przestępczych” (2001) ISBN 83-909391-3-4.
- „Pierścień Atlantów i inne sekrety zdrowia” (2001) ISBN 83-912775-3-4.
- „Pierścień mocy WK i ćwiczenia Koluch CHI” (2008) ISBN 978-83-7377-343-1.